# Transformers: Cybertron Adventures
Transformers: Cybertron Adventures es un videojuego de acción-aventura basado en la franquicia Transformers, desarrollado por Next Level Games y publicado por Activision. Es un juego complementario de Transformers: War for Cybertron de High Moon Studios, lanzado exclusivamente para Wii en junio de 2010. Al igual que War for Cybertron, presenta campañas separadas para los Autobots y los Decepticons, y el jugador puede elegir cualquiera de las facciones para jugar. El juego recibió críticas mixtas a negativas de los críticos.

## Jugabilidad
Transformers: Cybertron Adventures presenta campañas separadas para Autobots y Decepticons, pero en lugar de ser un shooter en tercera persona como War for Cybertron, este juego es un  tirador sobre raíles, utilizando un modo de juego similar a la serie Time Crisis. Los jugadores deben derrotar a un grupo de enemigos en un área desde un punto de cobertura. Después de derrotar a todos los enemigos, el personaje se moverá a lo largo de un camino predefinido a otra área, y así sucesivamente.
Ocasionalmente, durante el juego, el personaje se transformará en un vehículo y el jugador debe controlarlo para llegar a un punto, destruyendo obstáculos en el camino. También se ofrece la cooperativa fuera de línea. Cada campaña tiene 8 niveles y un modo de desafío permite al jugador repetir misiones de campaña con cuatro objetivos adicionales en cada misión.
El jugador recibe cuatro armas principales que son comunes a los doce personajes jugables del juego. Si un jugador destruye a varios enemigos, el jugador recibe un combo que va de X2 a X5. Los combos no solo aumentarán la puntuación del jugador, sino que también aumentarán drásticamente la fuerza de las armas del jugador mientras está activo. Ponerse a cubierto hará que el combo del jugador se agote rápidamente.

## Sinopsis

### Ambientación
Cybertron Adventures está ambientado en el planeta Cybertron, antes del contacto de los Transformers con el planeta Tierra. De naturaleza robótica, cada Transformador tiene la capacidad de transformarse de su modo robot a una forma alternativa, generalmente un vehículo, como un tanque o un avión. Los Transformers están involucrados en total civil war entre sí, con dos facciones emergentes: los Decepticons, un grupo disidente liderado por el poderoso y despiadado Megatron, que busca conquistar Cybertron para forzar un cambio de régimen, percibiendo al liderazgo actual como débil y corrupto; y los Autobots, liderados por el inexperto, pero valiente e inspirador Optimus Prime, que lucha contra la tiranía de Megatron y busca restaurar la paz y la justicia en Cybertron. En el juego, los Decepticons buscan eliminar por completo a sus rivales con la ayuda de un enorme Decepticon conocido como Trypticon, que puede usar el poderoso Dark Energon, una versión más peligrosa y destructiva de Energon, la sustancia que alimenta todo. Transformers—a su favor, mientras que los Autobots intentan derrotar a esta nueva amenaza.
Si bien el juego todavía presenta dos campañas diferentes, una desde la perspectiva de los Autobots y otra desde la de los Decepticons, y el jugador puede elegir jugar cualquiera de ellas, al igual que en "War for Cybertron", las campañas se llevan a cabo simultáneamente. uno tras otro, y la trama es diferente de otras versiones del juego.

### Personajes
| Autobots                                     | Autobots                                  |
| -------------------------------------------- | ----------------------------------------- |
| - Air Raid - Bumblebee - Ironhide - Jetfire  | - Optimus Prime - Ratchet - Sideswipe     |
| Decepticons                                  |                                           |
| - Barricade - Megatron - Skywarp - Soundwave | - Starscream - Thundercracker - Trypticon |

### Trama

#### Campaña Autobot
Mientras el enorme Decepticon Trypticon ataca la capital de los Autobots, Iacon, los Autobots intentan defenderse. Sideswipe recorre el sitio de la explosión en busca de sobrevivientes Autobot, rescatando a un Ratchet herido en el proceso, mientras que Bumblebee y Ironhide son enviados a la ciudad capital de Decepticon, Kaon, para recuperar información sobre Trypticon. Aunque son atrapados y encarcelados, logran escapar con la ayuda de Air Raid, e Ironhide informa que Trypticon está propagando Dark Energon, que es venenoso para los Autobots pero no para los Decepticons, a través del núcleo de Cybertron. , haciendo que el planeta sea inhabitable para los Autobots. Mientras Optimus ordena la evacuación del planeta, Air Raid es enviado al núcleo del planeta para sabotear el Puente Energon que alimenta de energía a Trypticon. Una vez que tiene éxito, los Decepticons lideran un nuevo ataque contra Iacon, mientras que Bumblebee escolta los convoyes de suministros y Air Raid lucha contra los Decepticon Seekers liderados por Skywarp y Thundercracker, a quienes derrota. En algún momento, Trypticon es reparado y comienza a destruir las naves Autobot que escapan, por lo que Jetfire es enviado para destruir las estaciones repetidoras que transfieren Energon a Trypticon. Tiene éxito y Trypticon choca contra Iacon, donde Optimus lidera un ataque final contra el enorme Decepticon y finalmente lo mata. Posteriormente, Optimus lidera con la propagación de Dark Energon detenida, los Autobots pueden permanecer en Cybertron y continuar su guerra contra los Decepticons.

#### Campaña Decepticon
Durante el ataque de Trypticon a Iacon, Megatron recorre la zona cero de la explosión de Trypticon y persigue a los sobrevivientes Autobot, finalmente derrotando a Ratchet. Mientras tanto, Starscream es enviado para proteger las estaciones repetidoras de Energon de los desechos orbitales y tiene éxito, a pesar de no disfrutar de ningún momento. Mientras los Decepticons están ocupados atacando a Iacon, los Autobots se infiltran en su ciudad capital de Kaon, pero Soundwave y Barricade interceptan a los intrusos. Bumblebee y Ironhide son capturados, y el primero es interrogado con escáneres neuronales para sitios estratégicos clave en Iacon. En otro lugar, Megatron planea atacar a Iacon para expulsar a los Autobots de su fortaleza de una vez por todas, y envía a Skywarp para atacar varios lugares clave dentro de Iacon para que pueda llevarse a cabo un asalto completo. Al mismo tiempo, Starscream es enviado al núcleo de Cybertron para reparar el puente de Energon dañado de Trypticon, solo para ser regañado por Megatron. Harto de los constantes regaños y desdén de Megatron, Starscream intenta atacar a Megatron, quien lo somete sin esfuerzo y lo coloca en la primera línea de la fuerza de invasión como castigo. Luego, los Decepticons lanzan un asalto a gran escala en Iacon, solo para descubrir que los Autobots están evacuando, por lo que se envía Thundercracker para colocar dispositivos de localización en las naves Autobot que escapan para que Trypticon pueda derribarlos. Sin embargo, Trypticon no logra derribar la nave del Consejo Autobot, y luego los Autobots lo sabotean y lo vuelven vulnerable. Con el resto de los Decepticons dispersos por Iacon, Megatron se queda solo para defenderse del asedio de Autobot contra Trypticon. Al darse cuenta de que no podrá contener a los Autbots por mucho tiempo y que Trypticon inevitablemente será destruido, Megatron recupera su núcleo de datos, antes de huir y dejar que los Autobots acaben con Trypticon. Más tarde, Megatron les revela a sus secuaces que el núcleo de datos rescatado contiene los secretos de Dark Energon, lo que significa que los Decepticons aún tienen la ventaja en la guerra.

## Recepción
A diferencia de las bien recibidas versiones para PC, PlayStation 3 y Xbox 360, "Cybertron Adventures" recibió críticas en su mayoría negativas, con un promedio de solo 41 de 100 en Metacritic. IGN lo calificó con un 3.5/10, citando texturas y animaciones deficientes, entornos "aburridos" y una experiencia de juego "miserable" que "incluso la cooperativa no puede salvar". Sin embargo, elogió la música y, en particular, la actuación de Peter Cullen como Optimus Prime, llamándola "la única gracia salvadora de Cybertron Adventures". Destructoid fue el único crítico que dio una crítica positiva, dando a Cybertron Adventures un 7.0. El crítico Jim Sterling dijo que "definitivamente no era tan bueno en el departamento de jugabilidad como 'War for Cybertron'", pero que tenía una "narrativa superior y una acción arcade decente".